# Triamescaptor
Triamescaptor is een geslacht van rechtvleugeligen uit de familie veenmollen (Gryllotalpidae). De wetenschappelijke naam van dit geslacht is voor het eerst geldig gepubliceerd in 1928 door Tindale.

## Soorten
Het geslacht Triamescaptor  is monotypisch en omvat slechts de volgende soort:
- Triamescaptor aotea (Tindale, 1928)